# Mecolaesthus grandis
Espèce
Synonymes
- Nasuta grandis González-Sponga, 2009

Mecolaesthus grandis est une espèce d'araignées aranéomorphes de la famille des Pholcidae.

## Distribution
Cette espèce est endémique de l'État de La Guaira au Venezuela,.

## Publication originale
- González-Sponga, 2009 : Arácnidos de Venezuela. Cuatro nuevos géneros y cinco especies nuevas de la familia Pholcidae (Araneae). Anartia, vol. 21, p. 1-16.